# Liechtenstein aux Jeux olympiques d'hiver de 1980
Cet article contient des informations sur la participation et les résultats du Liechtenstein aux Jeux olympiques d'hiver de 1980 à Lake Placid aux États-Unis. Le Liechtenstein était représenté par 7 athlètes. 
La délégation liechtensteinoise a récolté en tout 4 médailles : 2 d'or et 2 de bronze. Elle a terminé au 6e rang du classement des médailles.

## Médailles
| Médaille                           | Nom            | Sport     | Compétition           |
| ---------------------------------- | -------------- | --------- | --------------------- |
| Médaille d'or, Jeux olympiques     | Hanni Wenzel   | Ski alpin | Slalom géant féminin  |
| Médaille d'or, Jeux olympiques     | Hanni Wenzel   | Ski alpin | Slalom féminin        |
| Médaille d'argent, Jeux olympiques | Andreas Wenzel | Ski alpin | Slalom géant masculin |
| Médaille d'argent, Jeux olympiques | Hanni Wenzel   | Ski alpin | Descente féminine     |